# Myrmeleon diminutus
Myrmeleon diminutus är en insektsart som beskrevs av Peter Esben-Petersen 1915. 
Myrmeleon diminutus ingår i släktet Myrmeleon och familjen myrlejonsländor. Inga underarter finns listade i Catalogue of Life.